# Попов, Борис Николаевич
Борис Николаевич Попов (9 сентября 1937 года — 10 мая 2014 года) — советский и украинский театральный актёр, заслуженный артист РСФСР.

## Биография
В 1964 году окончил Ростовское училище искусств (ныне Ростовский колледж искусств). После окончания училища играл на сценах театров в Комсомольске-на-Амуре, Липецке и Архангельске.
В 1980 году перешёл во вновь возрождаемый Днепродзержинский музыкально-драматический театр (ныне Днепродзержинский академический музыкально-драматический театр им. Леси Украинки), где проработал 34 года и сыграл более 100 ролей.
В последние годы после перенесённого инфаркта реже выходил на сцену.
Умер 10 мая 2014 года в Днепродзержинске.

## Награды и премии
- Заслуженный артист РСФСР (16.03.1978).
- Лауреат Международного театрального фестиваля «Классика сегодня»: «Лучший актёрский дуэт» за роль Бернардо в спектакле «Изобретательная влюблённая» по пьесе Лопе де Вега (1999).
- Лауреат Высшей театральной премии Приднепровья «Сичеславна»: «Лучшая мужская роль второго плана» за роль Портупеи в спектакле «Танго на закате» по пьесе М. Булгакова «Зойкина квартира» (2007).
- Нагрудный знак «Отличие городского головы» (2001).
- Нагрудный знак «За заслуги перед городом» ІІІ степени (2006).
- Нагрудный знак «Отличие городского головы Днепропетровского облластного совета» (2010).
- Нагрудный знак «За заслуги перед городом» ІІ степени (2012).

## Работы в театре
- «Морозко» Ю. Шуцкого по мотивам русских народных сказок — Старик
- «Проснись и пой!» М. Дьярфаша — Пишта Орбок
- «Ханума» А. Цагарели — старик, приятель князя в бане[2]
- «Летучая мышь» И. Штрауса — дежурный по тюрьме
- «Бременские музыканты» Г. Гладкова, В. Ливанова, Ю. Энтина — Король
- «Третье слово (Дикарь)» А. Касоны — профессор
- «Сильва» И. Кальмана — Ферри
- «Кадриль» — Саня Арефьев